# John C. West
John C. West (ur. 27 sierpnia 1922, zm. 21 marca 2004 w Hilton Head Island, Karolina Południowa) – amerykański polityk.
Członek Partii Demokratycznej. W latach 1971–1975 był gubernatorem stanu Karolina Południowa. Dążył do załagodzenia napięć rasowych po masakrze w Orangeburgu, kiedy zginęło trzech murzyńskich studentów. Jako jeden z pierwszych gubernatorów zatrudnił w charakterze asystenta Afroamerykanina.
W 1977 prezydent Jimmy Carter mianował Westa ambasadorem w Arabii Saudyjskiej.